# Villafranca in Lunigiana
Villafranca in Lunigiana is een gemeente in de Italiaanse provincie Massa-Carrara (regio Toscane) en telt 4651 inwoners (31-12-2004). De oppervlakte bedraagt 29,5 km², de bevolkingsdichtheid is 158 inwoners per km².

## Demografie
Villafranca in Lunigiana telt ongeveer 1999 huishoudens. Het aantal inwoners daalde in de periode 1991-2001 met 2,6% volgens cijfers uit de tienjaarlijkse volkstellingen van ISTAT.
| Jaar | Inwoneraantal |
| ---- | ------------- |
| 1991 | 4733          |
| 2001 | 4609          |

## Geografie
De gemeente ligt op ongeveer 130 m boven zeeniveau.
Villafranca in Lunigiana grenst aan de volgende gemeenten: Bagnone, Filattiera, Licciana Nardi, Mulazzo en Tresana.

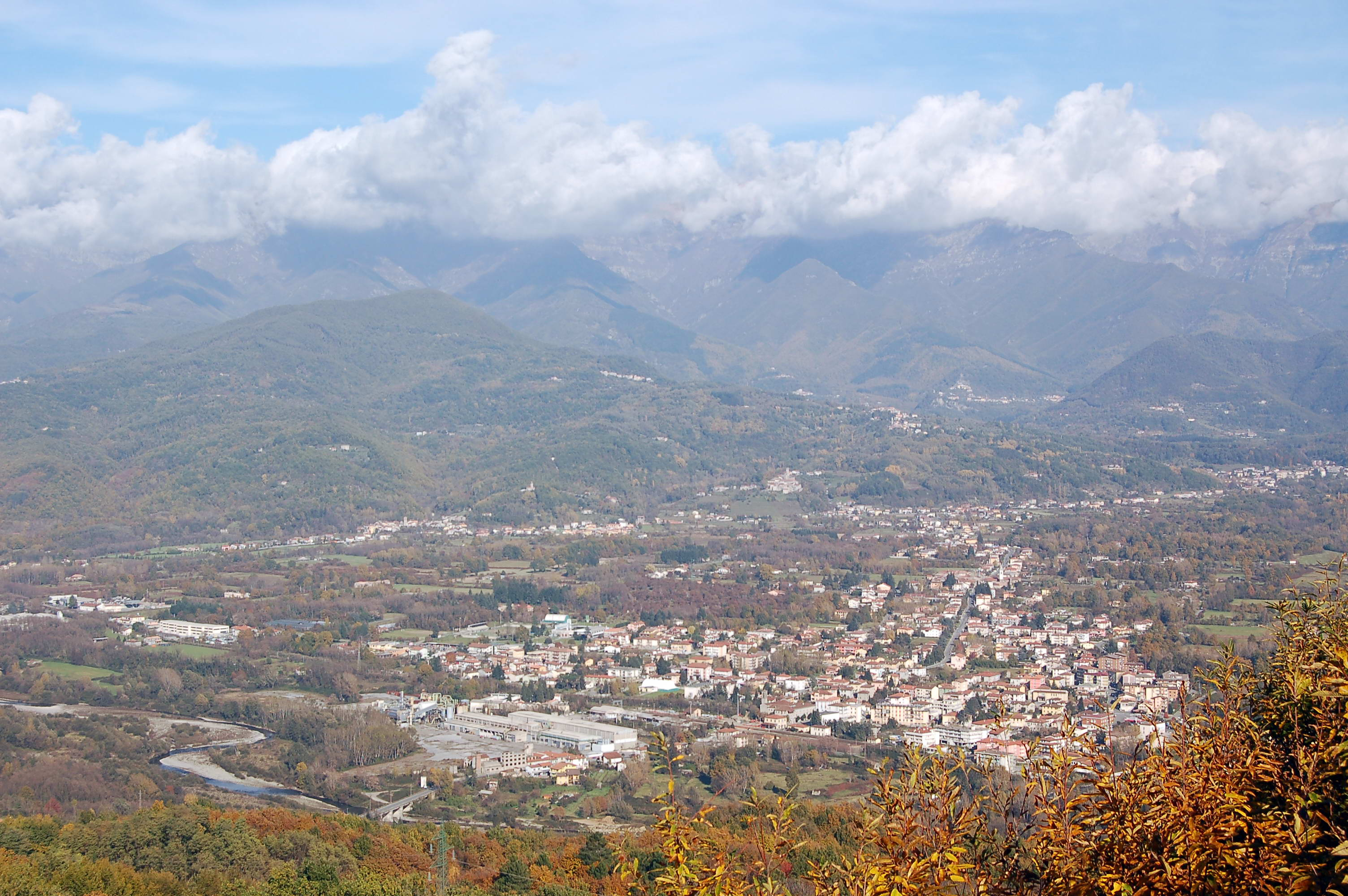

Aulla · Bagnone · Carrara · Casola in Lunigiana · Comano · Filattiera · Fivizzano · Fosdinovo · Licciana Nardi · Massa · Montignoso · Mulazzo · Podenzana · Pontremoli · Tresana · Villafranca in Lunigiana · Zeri
1. ↑  https://demo.istat.it/?l=it.